# Fuerza Naval del Pacífico (México)
La Fuerza Naval del Pacífico, es una división naval de la Armada de México cuyo principal interés es mantener la seguridad y defender la soberanía de México sobre sus aguas territoriales en el océano Pacífico.

## Antecedentes
Antes del año de 1971 las unidades de la Armada de México dependían únicamente de los mandos navales; pero, el 12 de enero de 1972, al entrar en vigor la nueva ley orgánica de la Armada de México, se crearon las Fuerzas Navales del Pacífico y del Golfo de México y Mar Caribe, integrada la primera de ellas con las unidades de superficie de los litorales del Océano Pacífico. Entrando oficialmente en funciones esta fuerza naval el día 11 de febrero de 1972, siendo la sede de su cuartel general el puerto de Acapulco, en el Estado de Guerrero. El 1 de julio de 1996, por Acuerdo del secretario de Marina en funciones, Alimirante José Ramón Lorenzo Franco, se cambió la sede del cuartel General de la Fuerza Naval del Pacífico al puerto de Lázaro Cárdenas, Michoacán; funcionando de forma permanente hasta el día 16 de septiembre de 1999, día en que por disposición del C. Secretario de Marina, las Fuerzas Navales entraron en receso, siendo la Fuerza Naval del Pacífico sustituida por el Grupo de Tarea para el Entrenamiento Naval Operativo. Fue hasta el día 1 de diciembre del año 2000, bajo la presidencia de Vicente Fox  y siendo el titular de la Secretaría de Marina el Almte. Marco Antonio Peyrot González, que se restableció la Fuerza Naval del Pacífico, estando su cuartel general en el puerto de Manzanillo, Colima.